# Нижне-Качканарское водохранилище
Ни́жне-Качкана́рское водохрани́лище (ранее — Нижне-Выйское водохранилище, также Качканарское водохранилище, Качканарское «море», Качканарский пруд) — водоём в Свердловской области и Пермском крае России, образованный на реке Вые на основе Выйского водохранилища в результате строительства плотины Качканарского горно-обогатительного комбината, начатого в 1958 году. Водохранилище вступило в строй в 1963 году после завершения строительства плотины.

## География
Расположено у горы Качканар и города Качканара, омывает северный берег города — микрорайоны 8, 9 и 10 и посёлок Кулацкий, а также небольшой остров у горы. На берегу пруда со стороны города расположен пляж и лодочная станция. На восточном берегу расположен санаторий «Зелёный мыс». По плотине пруда (длина 570 м, высота 45 м, ширина 47 м) проложен железнодорожный путь, по которому осуществляется доставка руды из карьеров на дробильную фабрику, и автомобильная дорога, соединяющая Качканар и Валериановск.
С востока водохранилище ограничено Выйской плотиной и через систему водосброса соединено с Выйским отсеком шламохранилища Качканарского горно-обогатительного комбината. На западе отделено плотиной от Верхне-Качканарского водохранилища, которое является источником питьевой воды для Качканара. По восточной части пруда проходит граница Свердловской области и Пермского края. При этом часть площади водохранилища (около 0,5 км²) находится на территории Пермского края.
В водохранилище впадают реки Чащевитая, Качканарка.

## Характеристика
Назначение водохранилища — производственное водоснабжение Качканарского ГОКа, горячее водоснабжение города Качканара, рекреация, любительское и спортивное рыболовство. Водоём является резервным источником питьевого водоснабжения Качканара. Нормальный подпорный уровень 265 м. Полный объём водохранилища при НПУ 85,5 млн м³, полезный — 77,2 млн м³, площадь водного зеркала при НПУ 8,95 км², длина водохранилища 8 км, средняя ширина — 1,12 км, средняя глубина — 9,55 м, максимальная ‒ 33,5 м.

### Снижение уровня воды в 2021—2022 годах
С лета 2021 года уровень воды в водохранилище начал существенно снижаться. К осени 2021 года уровень воды снизился на 1,5 метра. К весне 2022 года обмелели несколько заливов в южной части пруда. Среди причин называлось отсутствие паводка в 2021 году, вырубку лесов на территории водосбора Выи, а также увеличение потерь воды через дамбы шламохранилища Качканарского ГОКа. При этом отмечалось, что предыдущие засушливые периоды в истории не приводили к подобному снижению уровня воды. Обнажение берегов водохранилища спровоцировало появление отрядов, занимающихся поисками металла.
В течение 2024—2025 годов уровень воды в пруду восстановился.

Апрель-май 2022 года
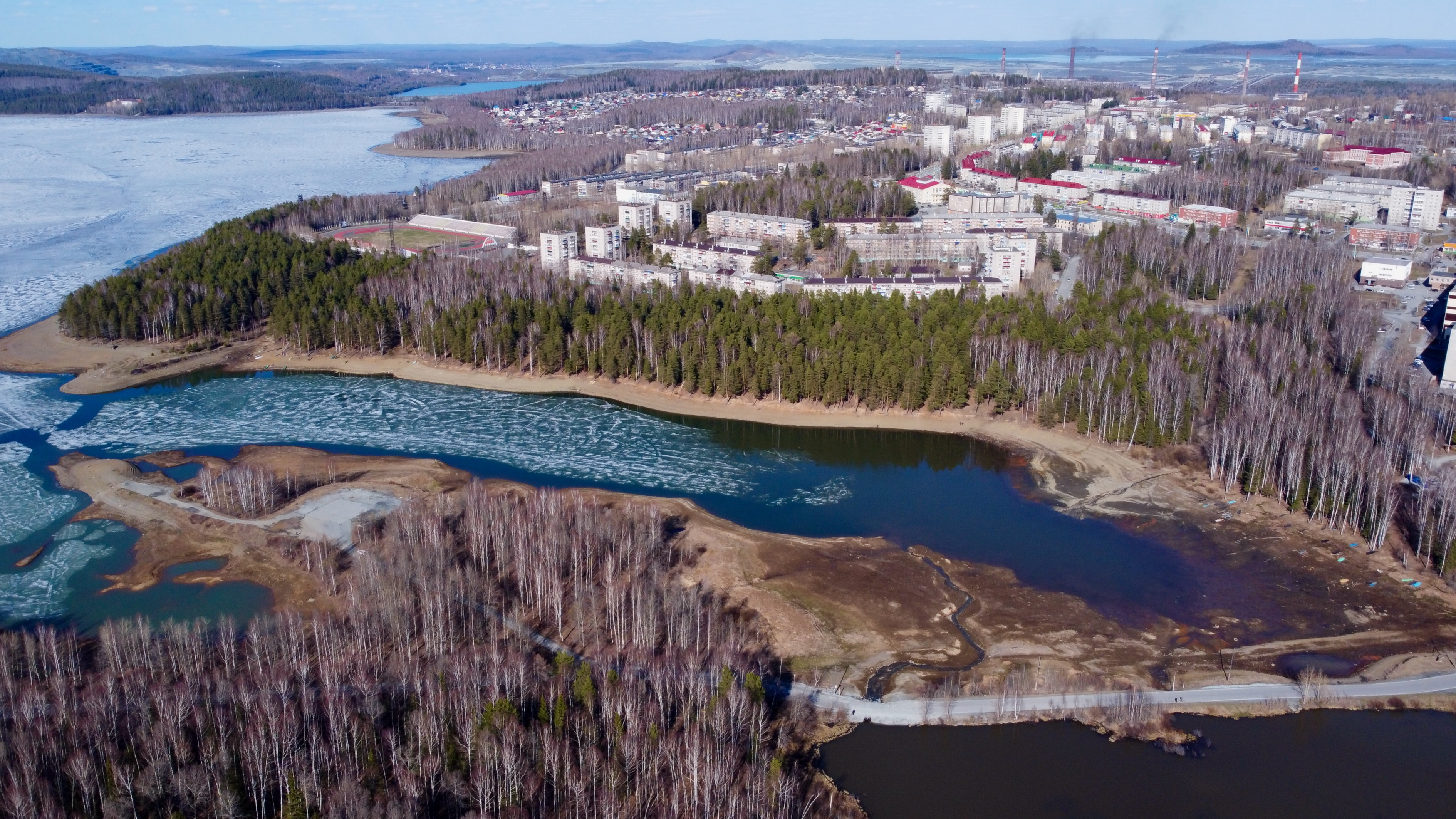
Обмелевший южный залив водохранилища
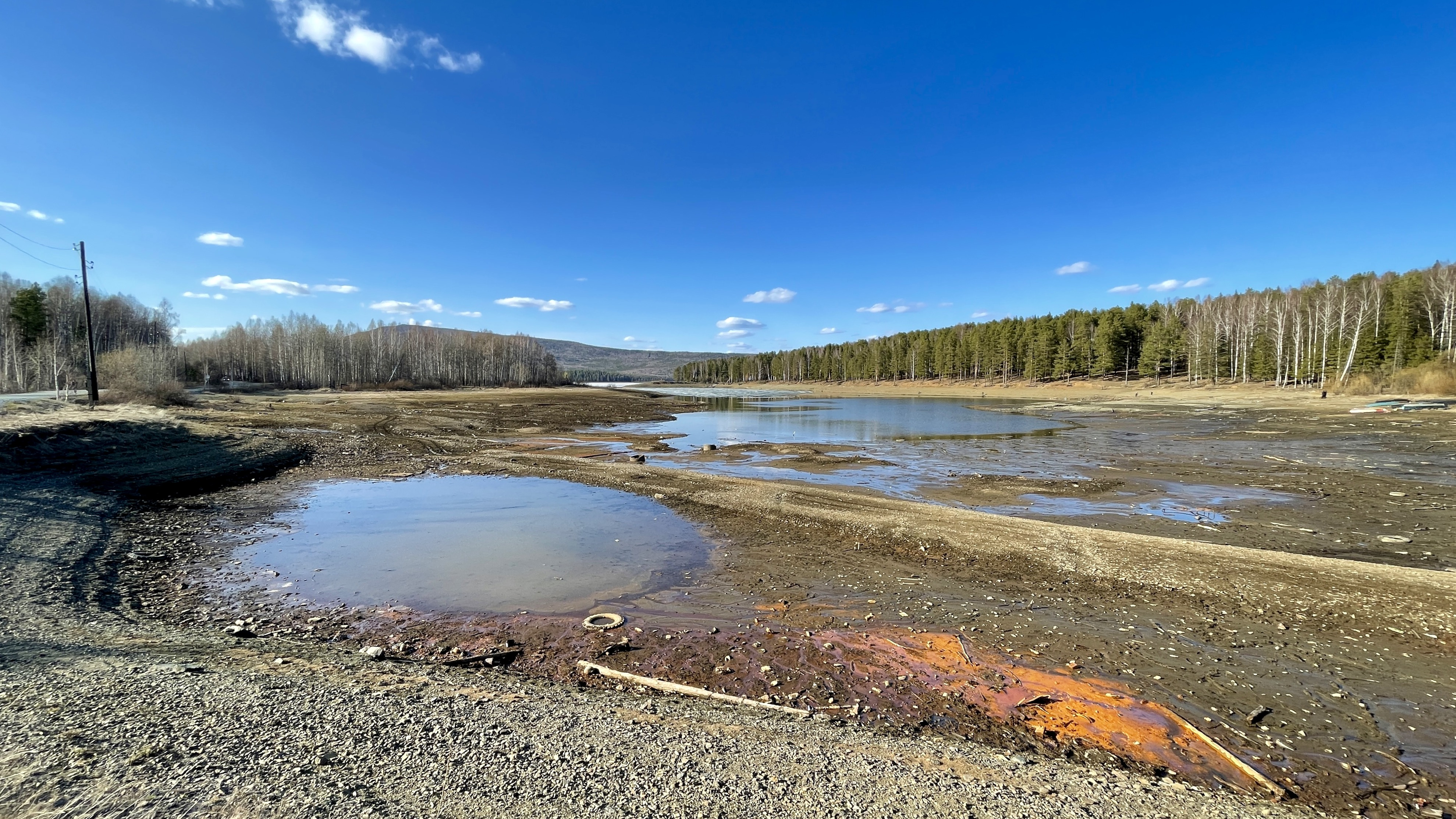
Обмелевший южный залив водохранилища
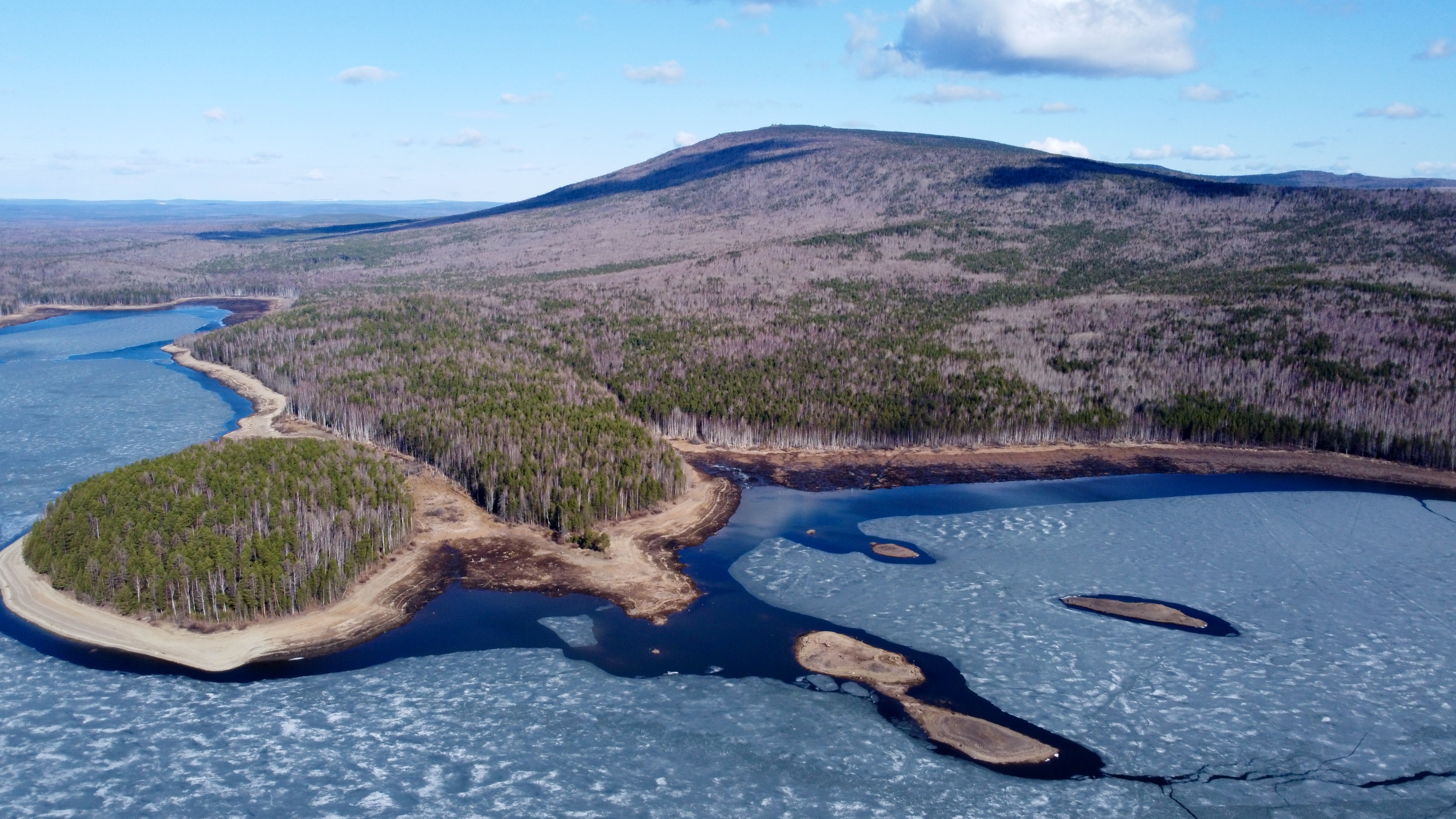
Отмели в северной части у подножия горы Качканар
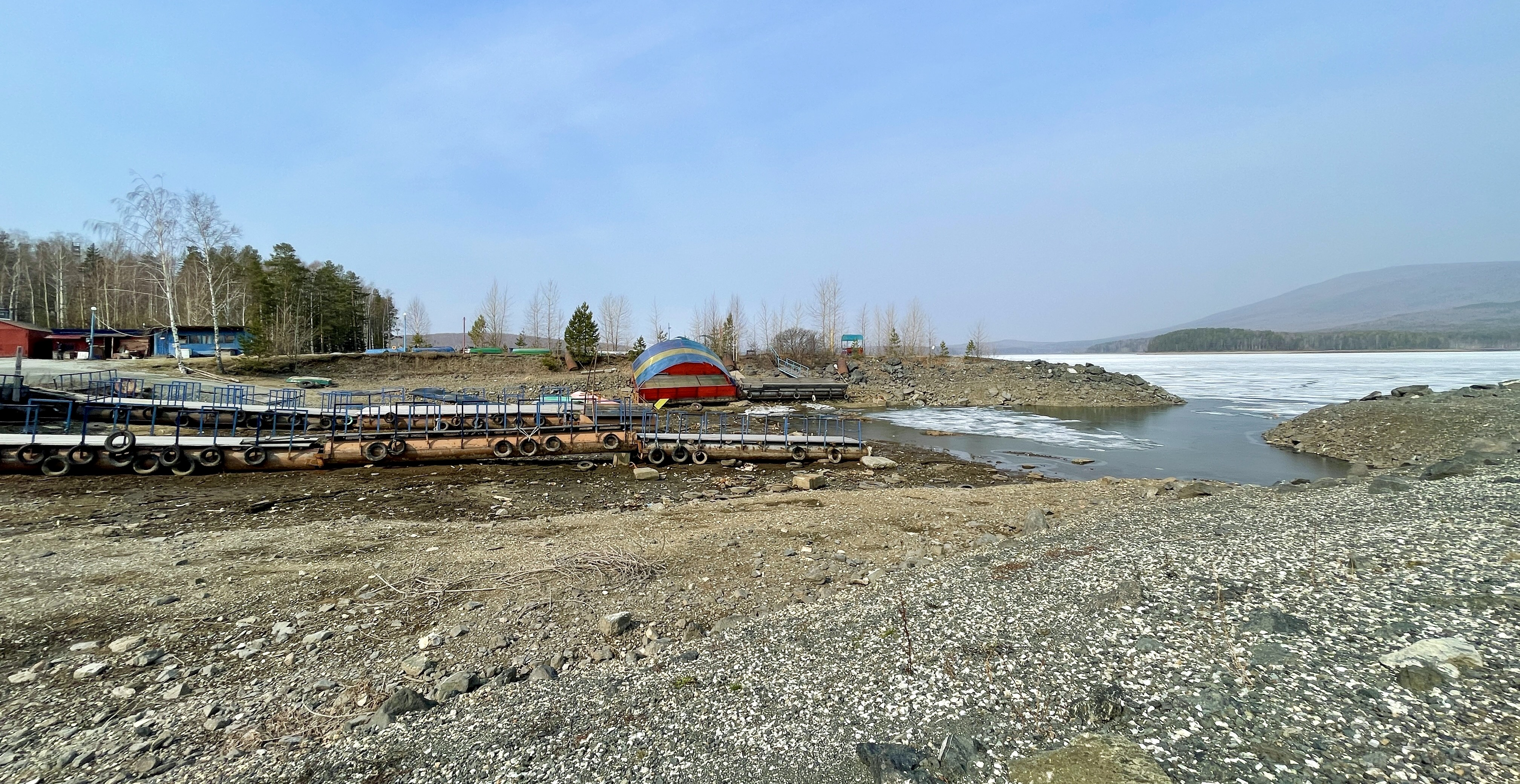
Безводный пирс у лодочной станции
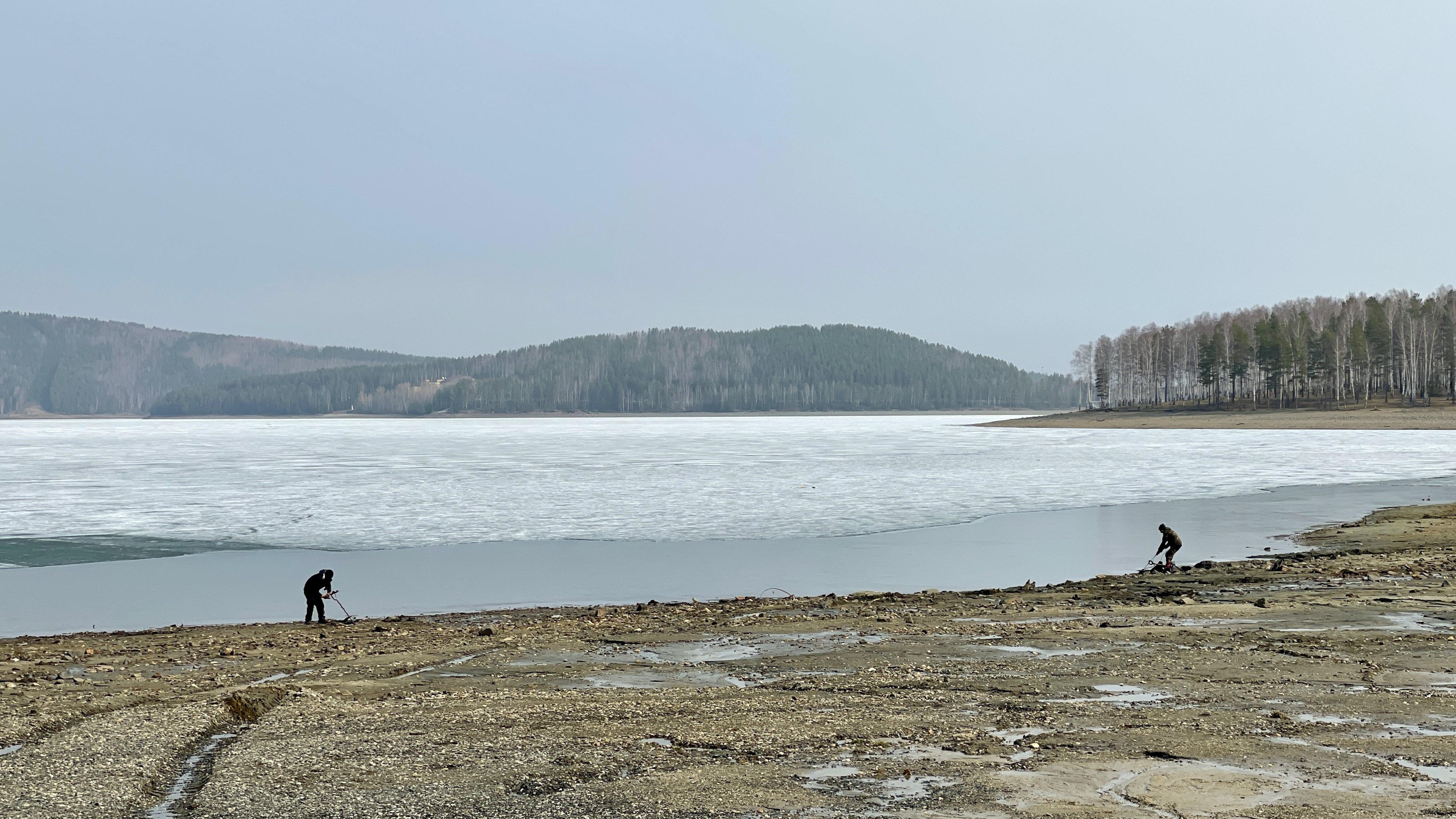
Поисковики с металлоискателями на городском пляже

Май 2025 года
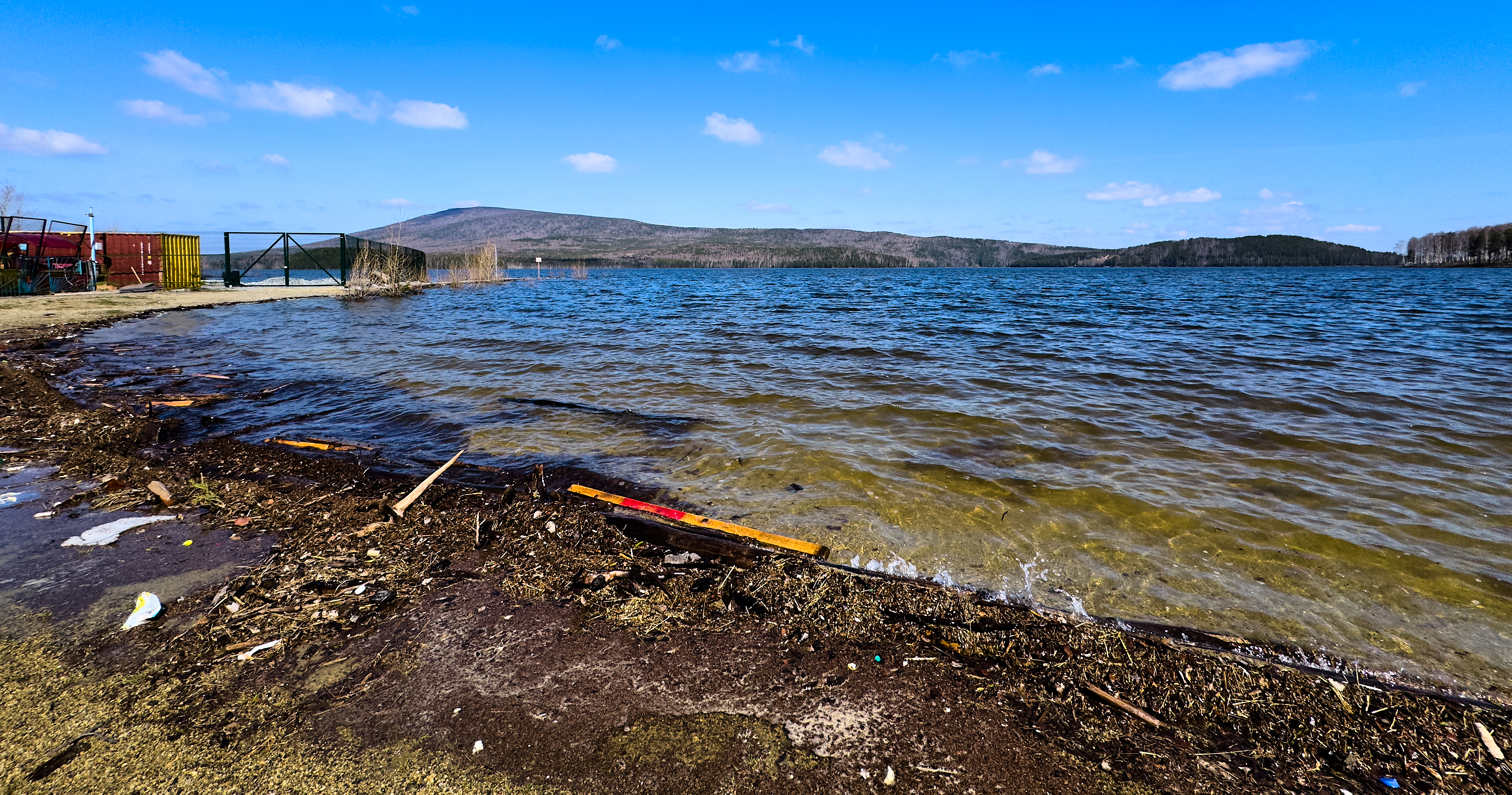
Городской пляж
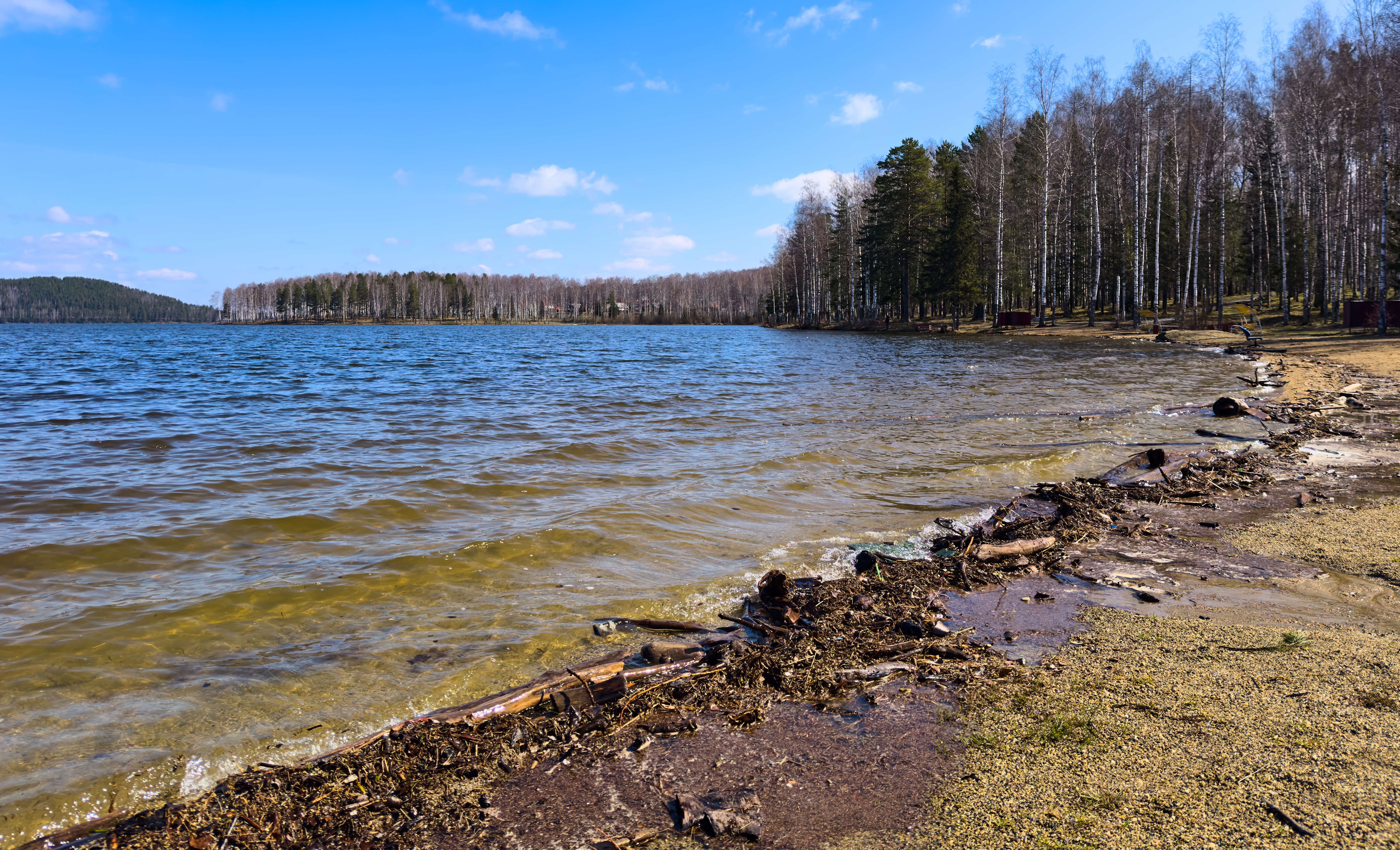
Городской пляж
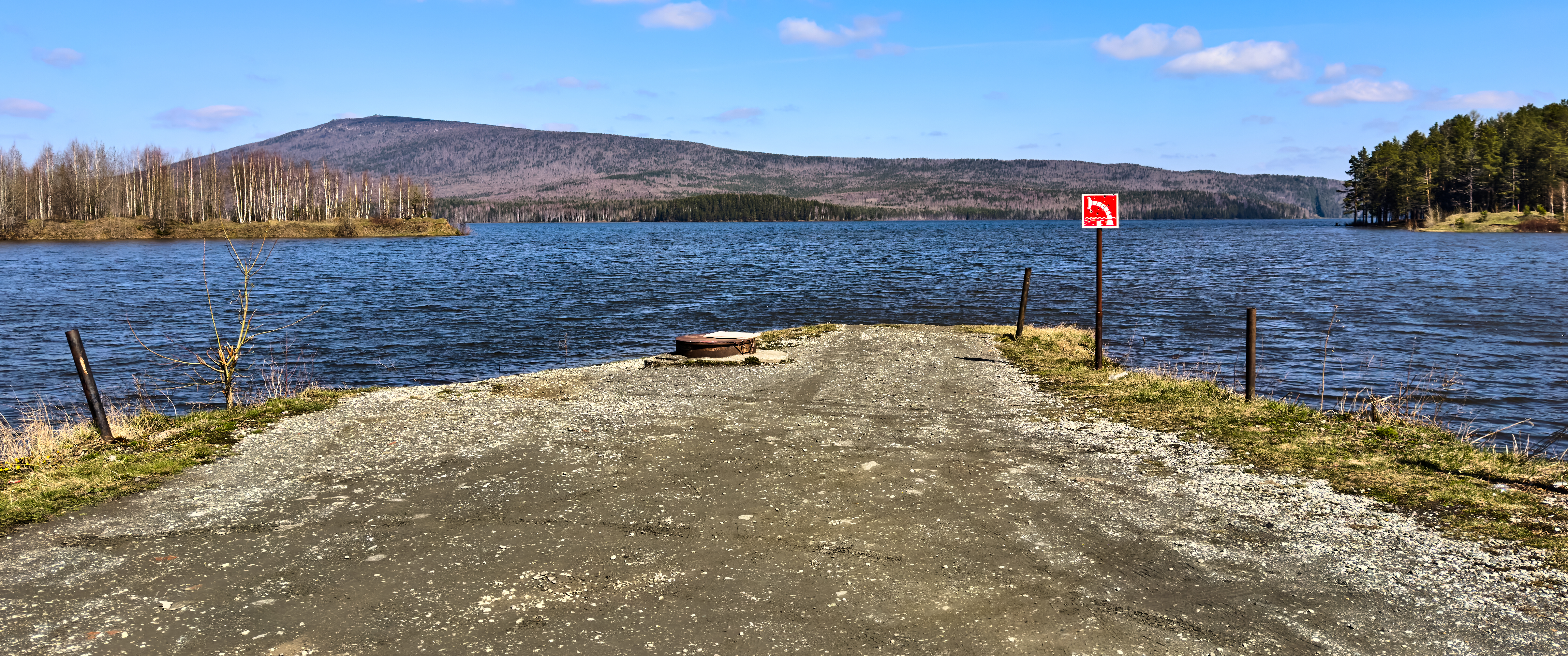
Около вертолётной площадки
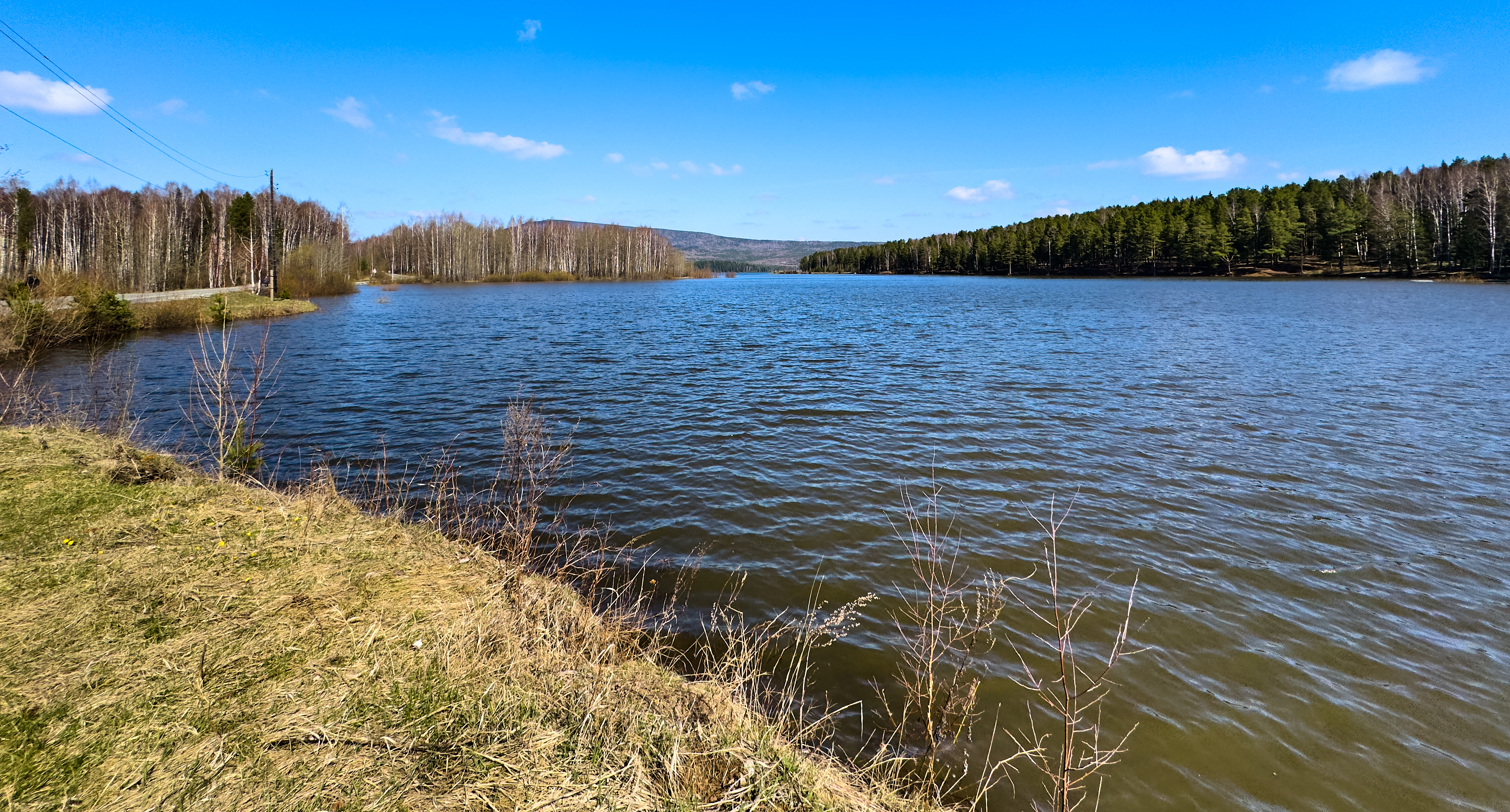
Южный залив
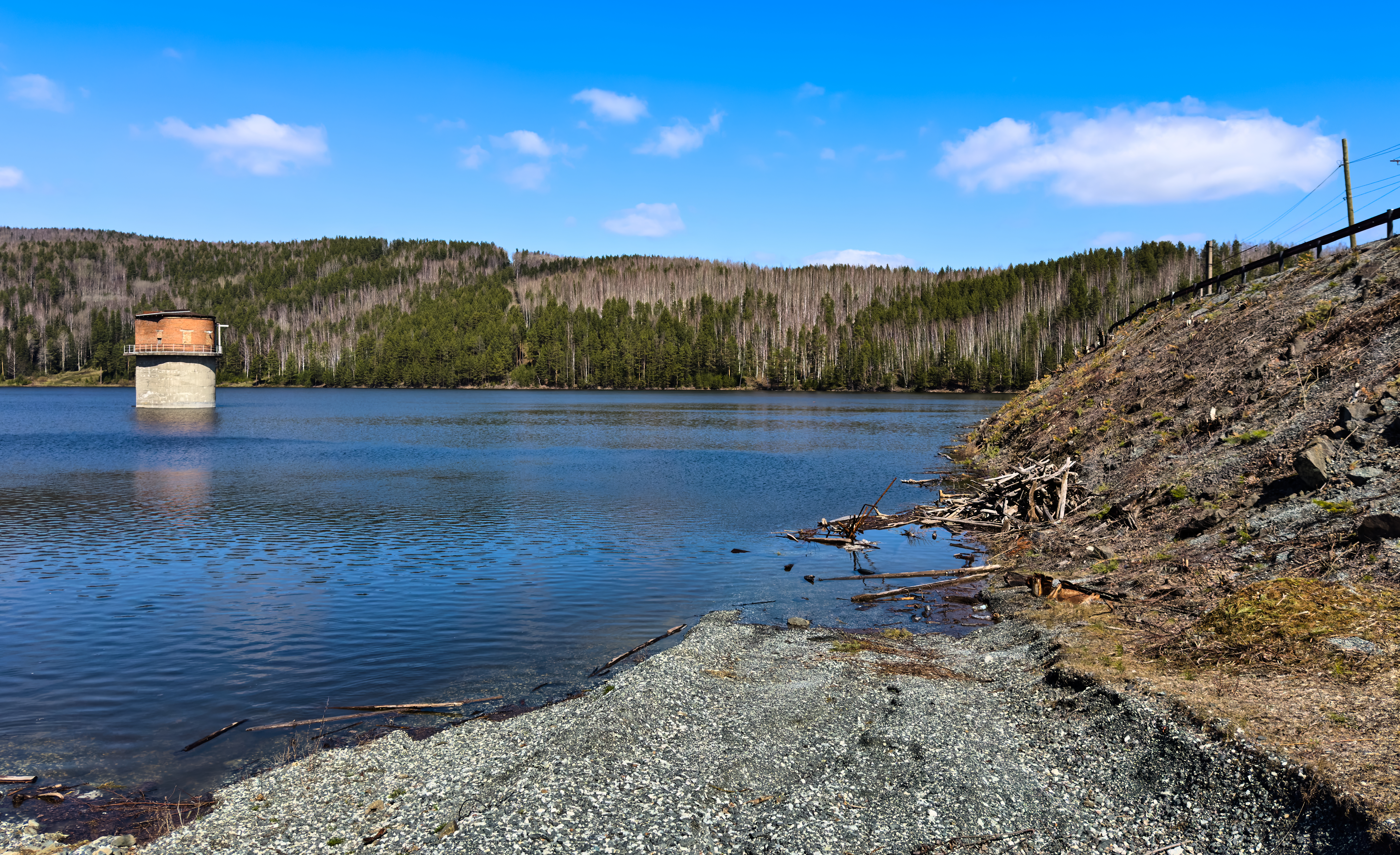
Дамба и водосброс

## Данные водного реестра
По данным государственного водного реестра России, водохранилище относится к Иртышскому бассейновому округу, речному бассейну Иртыша, речному подбассейну Тобола. Водохозяйственный участок — река Тура от истока до впадения р. Тагил.
Код объекта в государственном водном реестре — 14010501221499000000020.

## Галерея

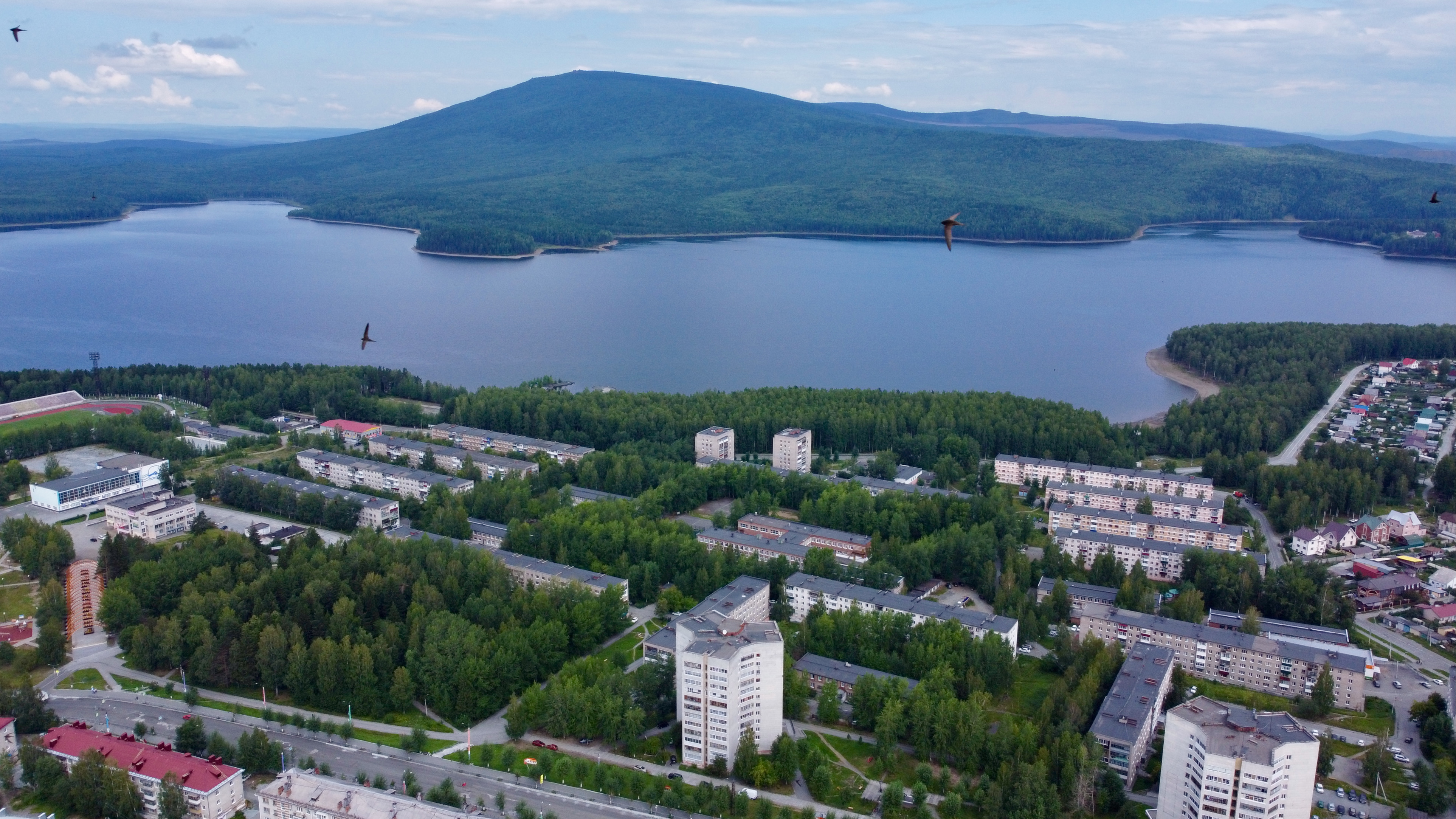
Вид на водохранилище и гору Качканар
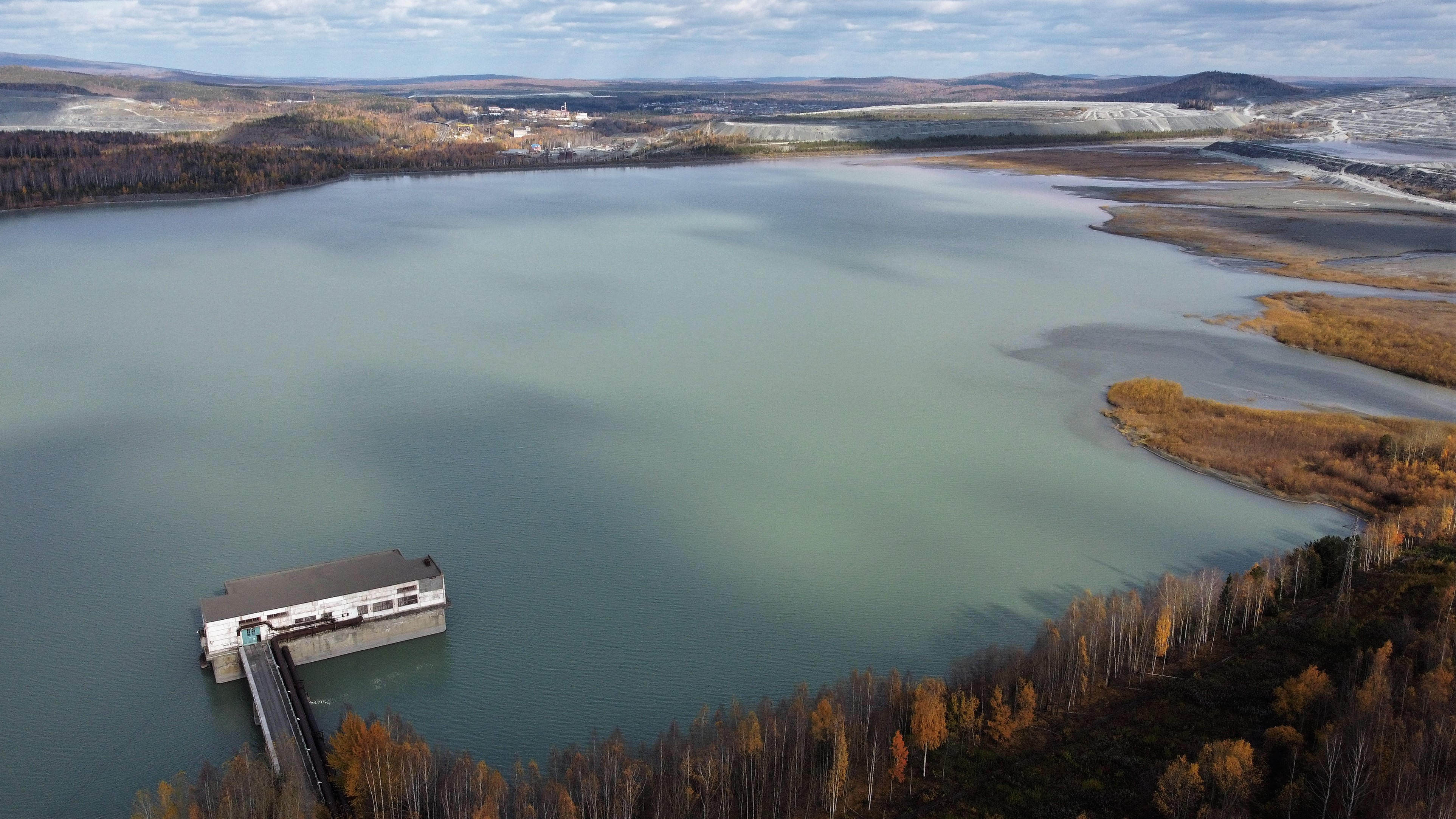
Выйский отсек шламохранилища
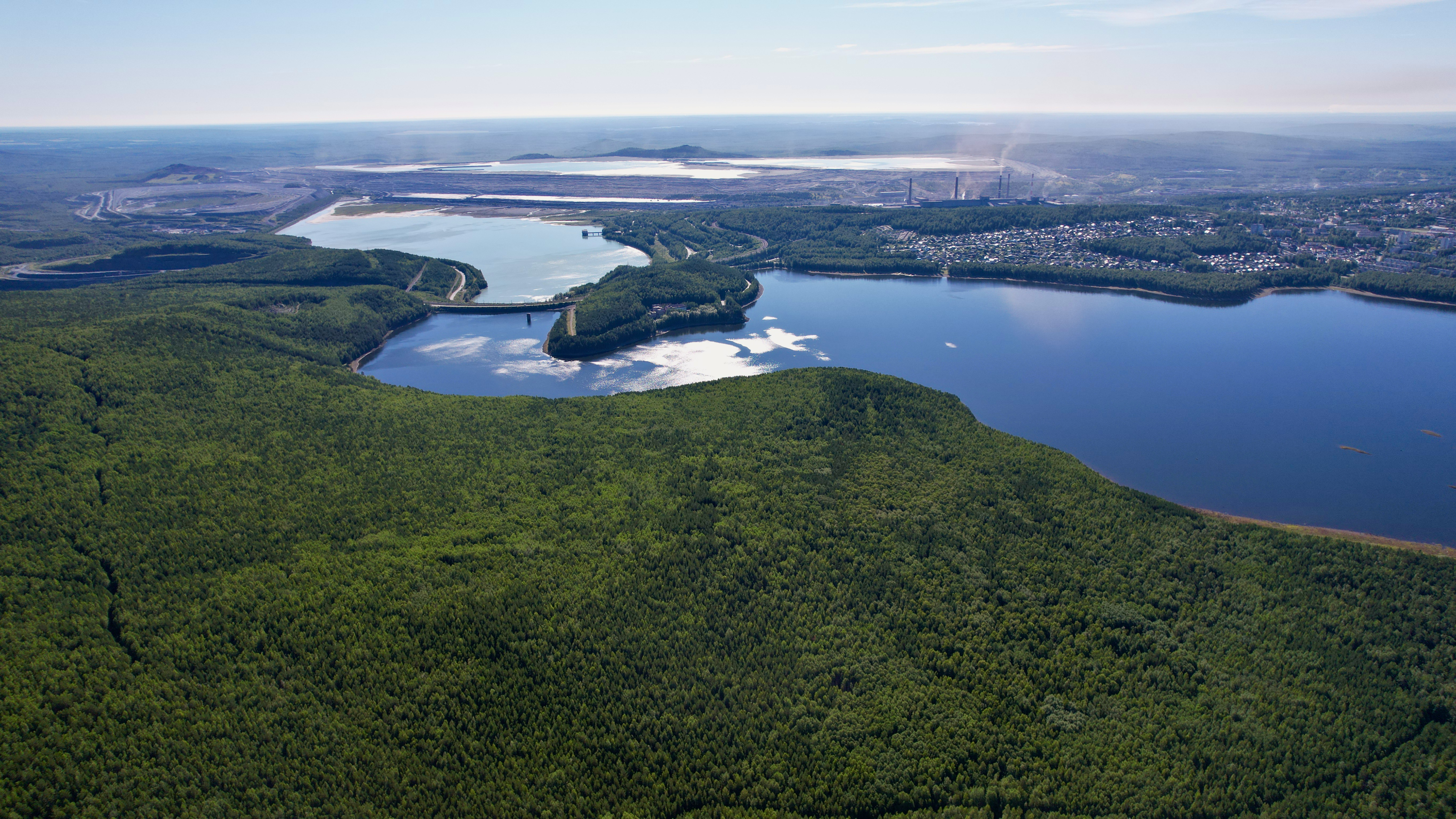
Плотина пруда и отсек осветлённой воды
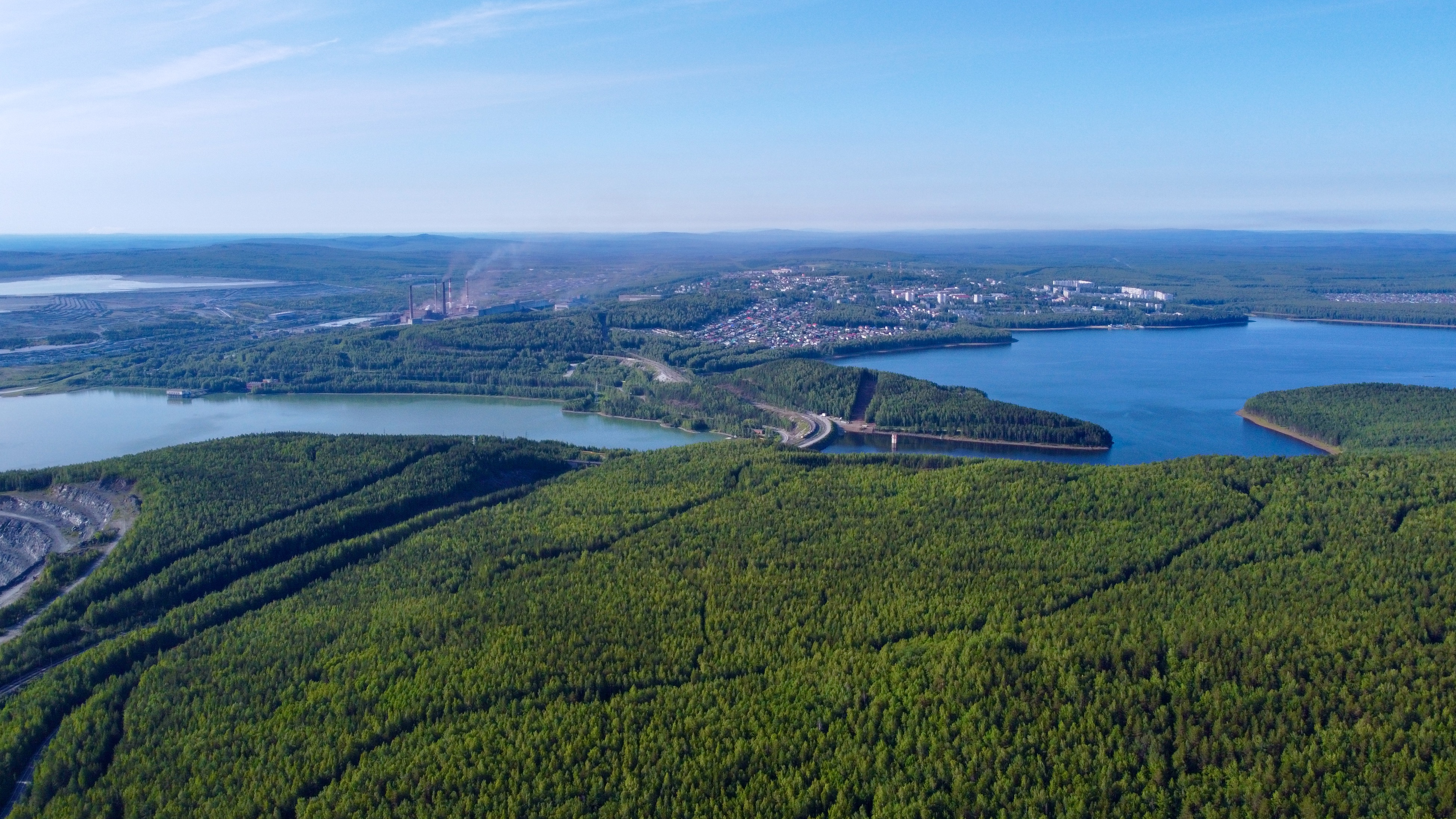
Вид на выйскую плотину со стороны горы Качканар
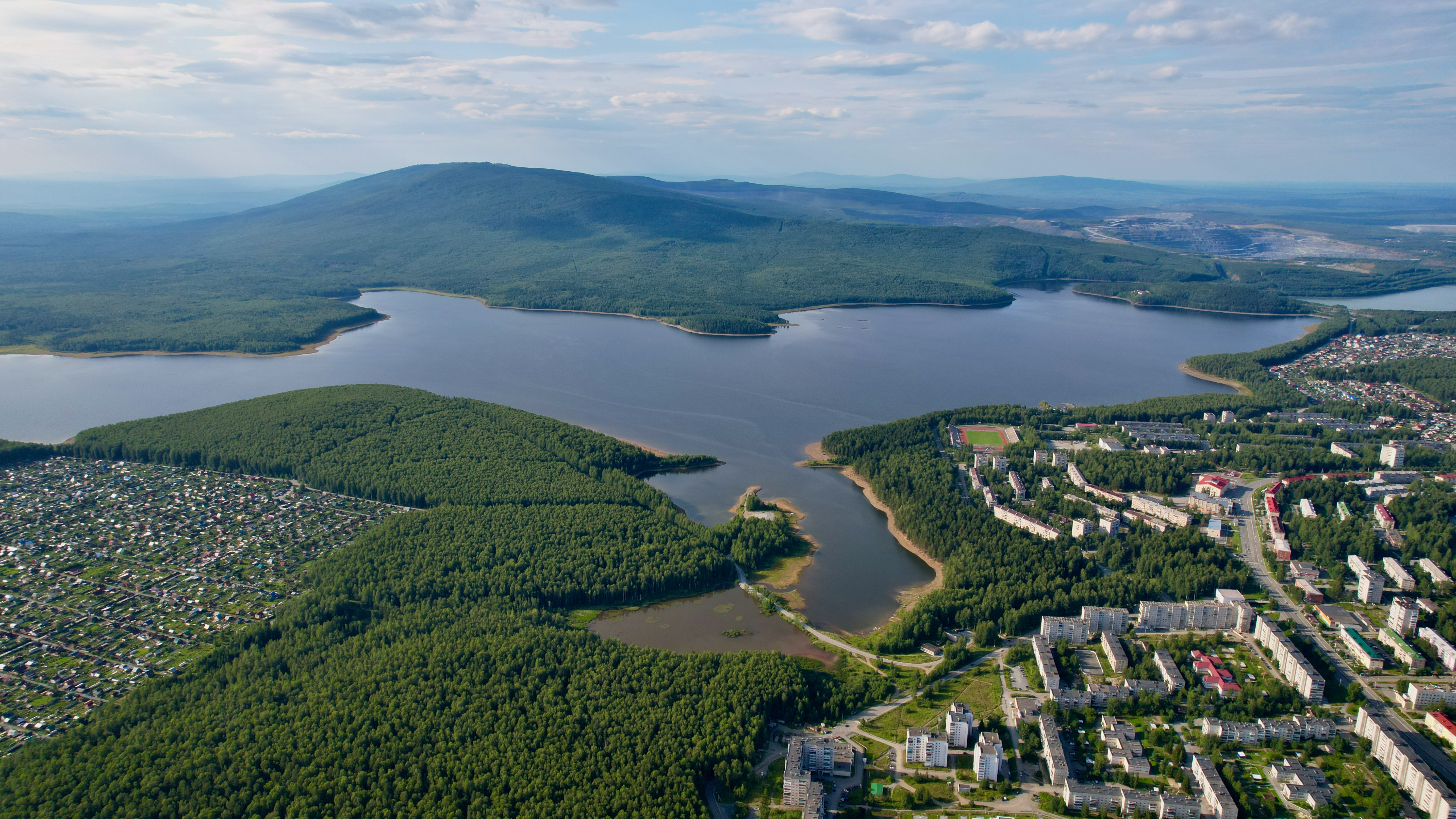
На ближнем плане — устье Чащевитой
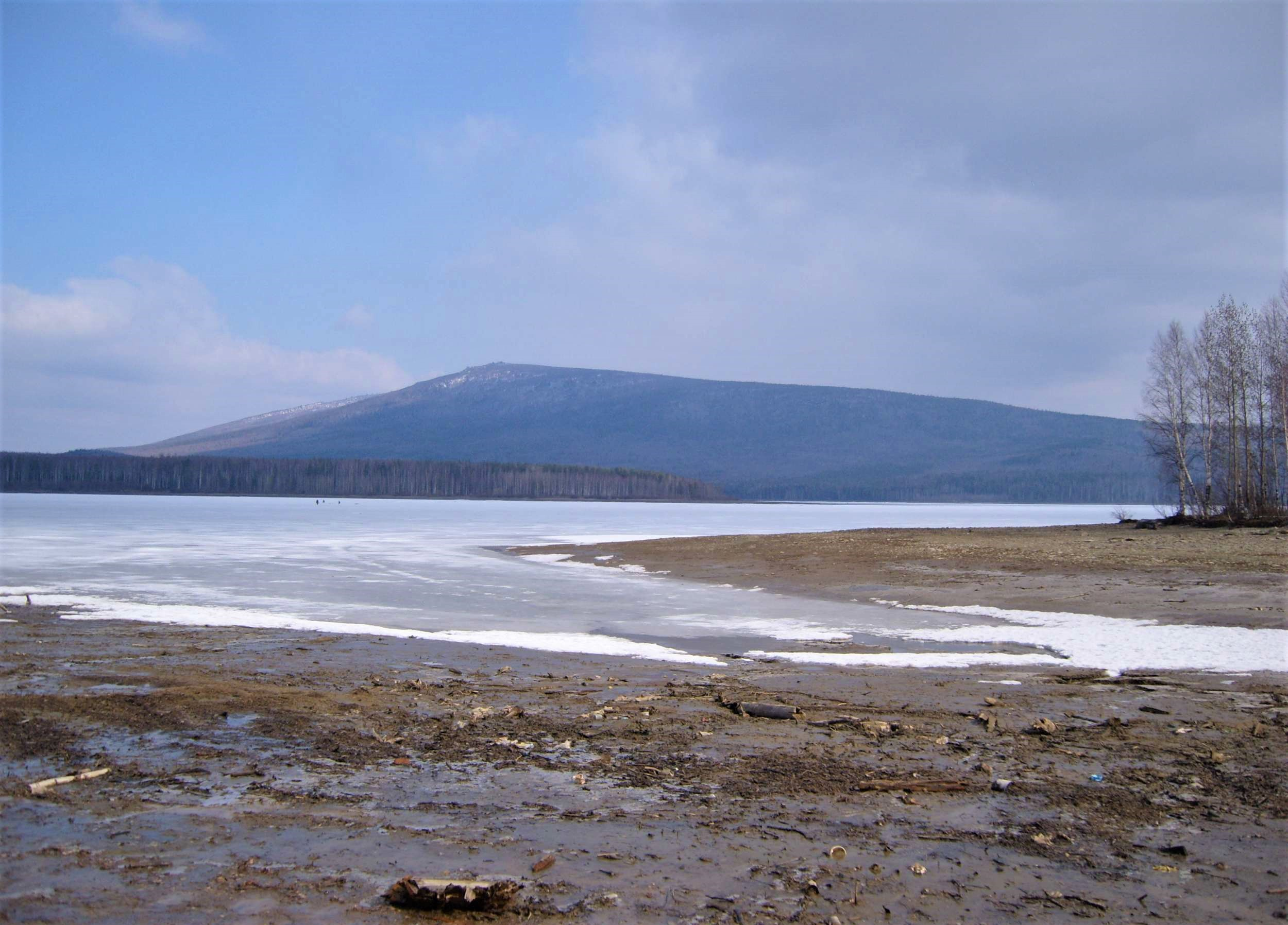
Обмелевший пруд весной
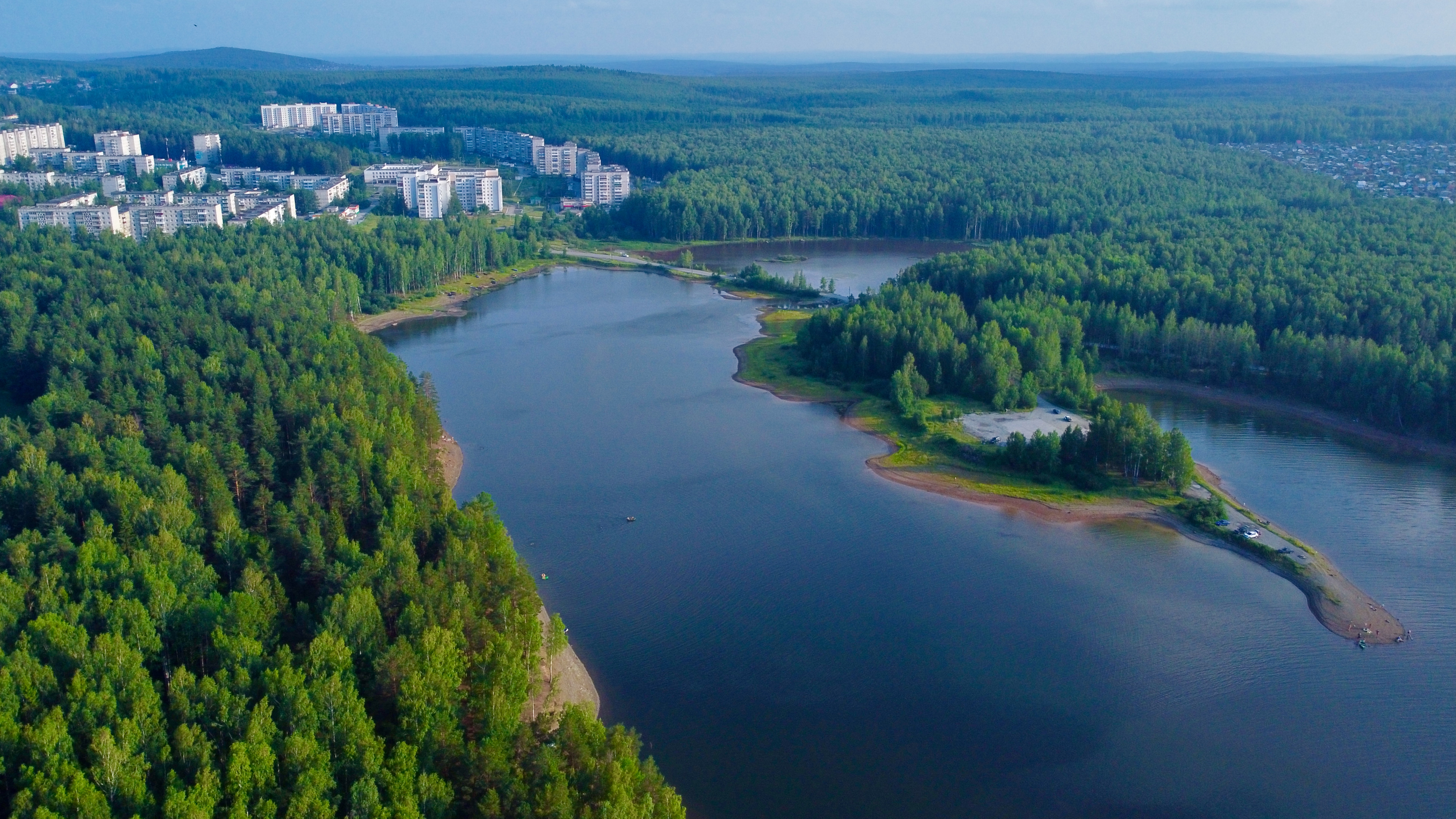
Вертолётная площадка в одном из южных заливов
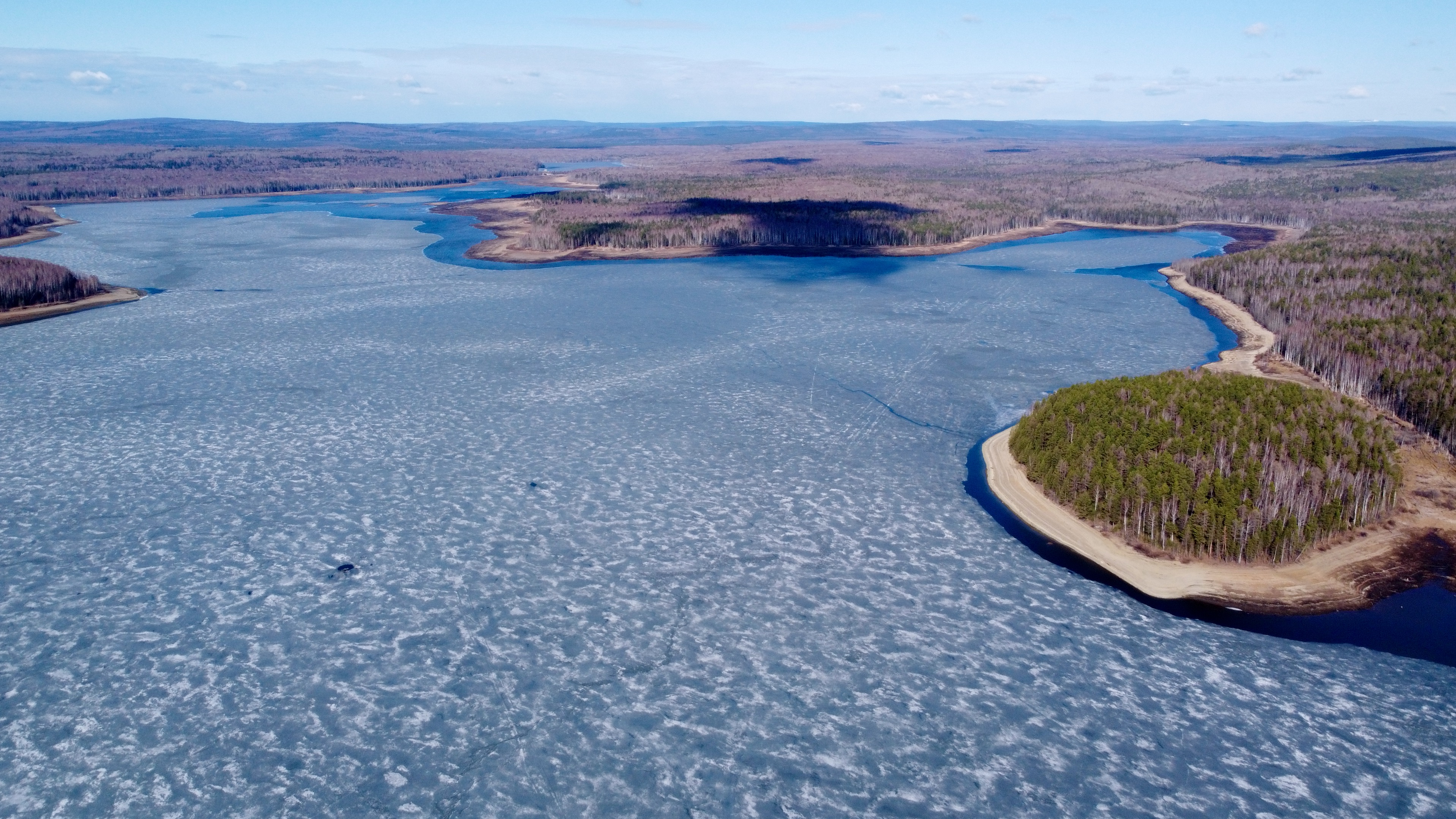
Пруд весной
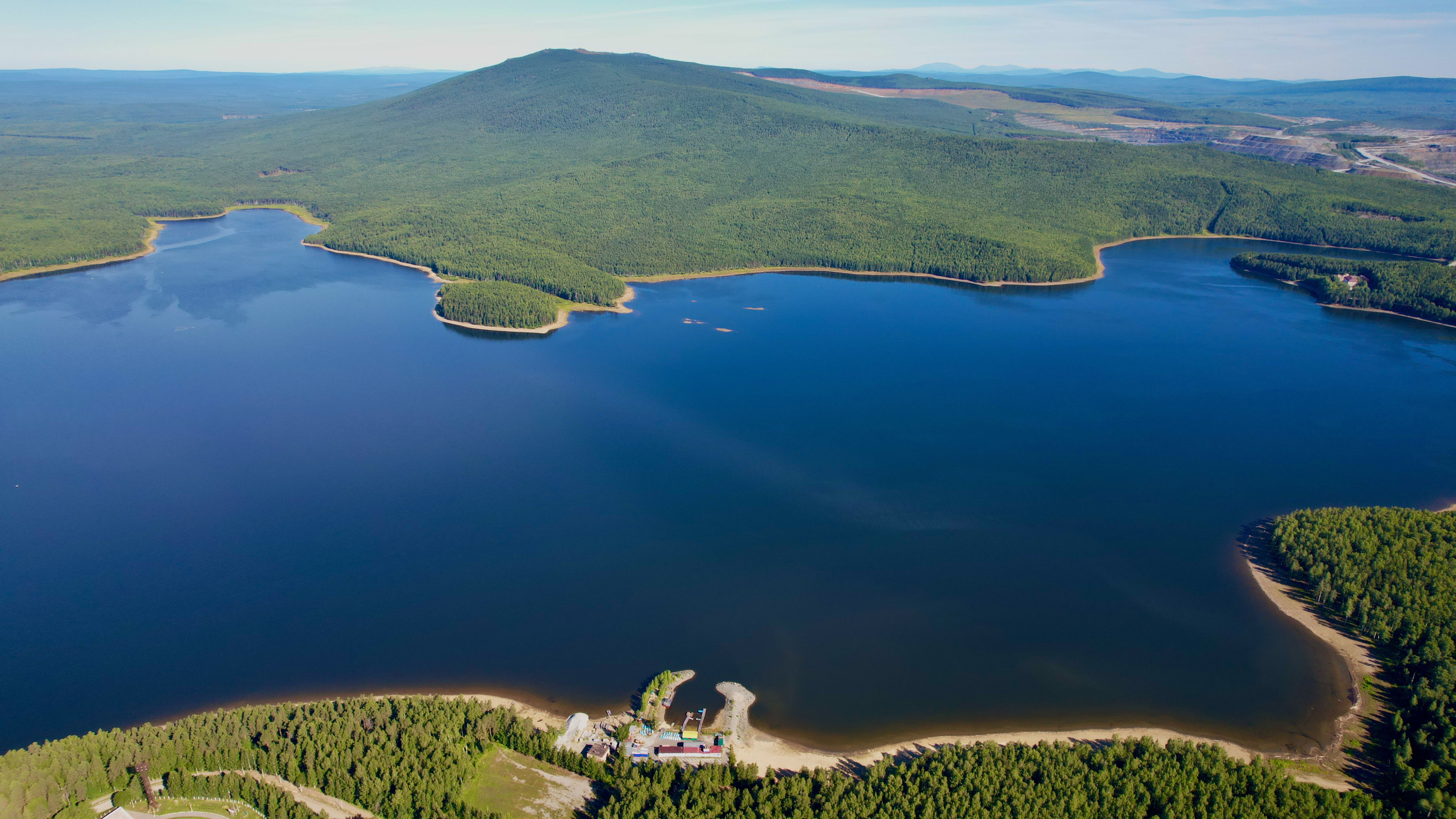
Вид с высоты